# Горская волость (Московская губерния)
Горская волость — волость в составе Коломенского уезда Московской губернии Российской империи и РСФСР. Существовала до 1929 года, центром волости были сёла Горы (до 1917 г., 1924—1929 гг.) и Озёры (1917—1924 гг.).
По данным 1890 года в состав волости входило 10 селений. В селе Горы размещались становая квартира, волостное правление и частная школа, в селе Озёры — квартира полицейского урядника, земская школа и 4 больницы.
В 1922 году в волости было 4 сельсовета — Болотовский, Горский, Марковский и Холмский. В 1925 году, в результате разукрупнения, из 4 сельсоветов было образовано 7: Болотовский, Варищинский (образован), Горский, Каменский (выделен из состава Марковского с/с), Марковский, Стребковский (выделен из состава Холмского с/с) и Холмский.
Согласно Всесоюзной переписи 1926 года численность населения 13-ти населённых пунктов волости составила 3924 человека (1739 мужчин, 2185 женщин), насчитывалось 862 хозяйства, среди которых 724 крестьянских. В деревнях Болотово, Стребково и Холмы имелись школы 1-й ступени. В селе Горы находились волостной исполнительный комитет, волостная милиция, школа 1-й ступени, изба-читальня, почтовое агентство и единое потребительское общество.
В ходе реформы административно-территориального деления СССР в 1929 году Горская волость была упразднена, а её территория вошла в состав Коломенского округа Московской области. На тот момент в волости было 6 сельсоветов, 4 из которых — Болотовский, Горский, Каменский и Марковский — были переданы в состав Озёрского района.